# Волфганг Геземан
Волфганг Геземан (на немски: Wolfgang Gezemann) е немски славист, чуждестранен член на Българската академия на науките.

## Биография
Роден е на 28 юли 1925 г. в Аленщайн, Източна Прусия (днес Полша). Негов баща е славистът, балканолог, етнолог и писател Герхард Геземан. Прекарва детските и юношеските си години в Прага, където от 1922 г. баща му е професор в Славистичния семинар към Немския университет. През 1943 г., след завършване на немската гимназия в Прага, е повикан на военна служба. До 1948 г. е във френски военен плен. След това следва славянски филологии, англицистика, романистика, философия и социология в Мюнхен при славистите Паул Дилс, Ервин Кошмидер, Алоис Шмаус, Вилхелм Летенбауер. През 1956 г. защитава дисертация на тема „Епически изследвания. Романът на Иван Вазов“, в която изкуството на българския романист в „Под игото“ (1889), „Нова земя“ (1896) и „Казаларската царица“ (1903) се съпоставя с това на Виктор Юго и руската реалистична традиция от ХІХ в.
Започва работа като научен сътрудник към Института за Източна Европа в Мюнхен. От 1957 г. е редактор във Федералната информационна агенция на ФРГ в Бон, а от 1958 г. е асистент в Института по славистика в Майнц. От 1968 г. – в Семинара за славянска и балтийска филология в Мюнхен, където през 1970 г. се хабилитира с труда „Откриването на низките народни слоеве в руската литература. Към диалектиката на един литературен мотив от Кантемир до Белински“. Няколко семестъра е гост-професор в Залцбург, а в периода 1972 – 1987 г. ръководи литературоведската катедра в Института по славистика и балканология към Саарския университет.
През 1988 г., съвместно с Георги Марков, публикува обхватен сборник „Немско-български културни отношения 1878 – 1918“ с приноси на немски и български изследователи, посветен на два важни юбилея: 100-годишнината на Софийския университет и 40-годишнината от създаването на университета в Саарбрюкен.
Изследователските му интереси обхващат проучванията върху българската литература от Възраждането (жанровата ѝ система (1989), понятието „класично“ (1988), Константин Миладинов (1981), „Криворазбраната цивилизация“ на Добри Войников (1989), лириката на Христо Ботев (1980, 1981), Бай Ганьо и другите (1978), рецепция на немската литература в България през ХІХ в. (1990), Петко Славейков „На острова на блажените“ (1985) и др.), Вера Мутафчиева и нейният роман „Белот за две ръце“ (1982) и др. Освен това той е автор на многобройни статии за българската литература и за изтъкнати български поети и писатели като Елисавета Багряна, Христо Ботев, Иван Вазов, Йордан Йовков, Алеко Константинов, Гео Милев, Христо Огнянов, Петко Славейков, Антон Страшимиров, Димитър Талев, Теодор Траянов, Кирил Христов, Пейо Яворов.
Волфганг Геземан е сред инициаторите за създаване на ново частно, независимо и надпартийно „Немско-българско дружество за насърчаване на връзките между Германия и България“ в областта на науката и културата със седалище Берлин и филиали в Марбург, Хайделберг и Йена. Учредителното му събрание е на 31 май 1996 г. Член е на Дружеството за Югоизточна Европа в Мюнхен от 1953 г., членува в различни комисии към Международния комитет на славистите, както и в Дружеството на филолозите в България. Носител е на медал „1300 години България“ (1981), на орден „Кирил и Методий“ І степен, на „Св. Климент Охридски“ със синя лента (1988), почетен доктор е на Софийския университет (1996), а през 2008 г. е избран за чуждестранен член на Българската академия на науките.
Умира на 17 август 2014 г.